# Aristolochia isaurica
Aristolochia isaurica är en piprankeväxtart som beskrevs av E. Nardi. Aristolochia isaurica ingår i släktet piprankor, och familjen piprankeväxter. Inga underarter finns listade i Catalogue of Life.